# 7898 Ohkuma
7898 Ohkuma è un asteroide della fascia principale. Scoperto nel 1995, presenta un'orbita caratterizzata da un semiasse maggiore pari a 2,2062535 UA e da un'eccentricità di 0,2190065, inclinata di 7,05841° rispetto all'eclittica.